# Cusuco nationalpark
Cusuco nationalpark är en nationalpark i Honduras.   Den ligger i departementet Departamento de Cortés, i den västra delen av landet, 190 km nordväst om huvudstaden Tegucigalpa. Cusuco nationalpark ligger 1 097 meter över havet. Arean är 222 kvadratkilometer.